# Stazione di Nishi-Eifuku
La stazione di Nishi-Eifuku (西永福駅?, Nishi-Eifuku-eki) è una stazione ferroviaria di Tokyo, situata nel quartiere di Suginami, a 6,7 km di distanza dal capolinea di Shibuya.

## Linee
Keiō Corporation
● Linea Keiō Inokashira

## Struttura
La stazione è dotata di 2 binari con un marciapiede a isola centrale, e il corpo di stazione è sopra il piano del ferro.
| 1 | ■ Linea Inokashira | per Kugayama e Kichijōji                           |
| 2 | ■ Linea Inokashira | per Meidaimae, Eifukuchō, Shimo-Kitazawa e Shibuya |

## Stazioni adiacenti
| «                       | Servizio                | »                       |
| Linea Inokashira (IN10) | Linea Inokashira (IN10) | Linea Inokashira (IN10) |
| ----------------------- | ----------------------- | ----------------------- |
| Eifukuchō               | Locale                  | Hamadayama              |
| L'Espresso non ferma    |                         |                         |